# Velame-branco
Velame-branco (Macrosiphonia velame) é um subarbusto, também conhecido como velame, babado, babasco, barbasco, flor-de-babeiro, jalapa, jalapa-branca e velaime. É utilizado na medicina popular no tratamento de inflamações.
Chega aos 80 cm de altura na época da floração. Apresenta raiz tuberosa e produz um látex branco. As folhas, de até 6,5 cm de comprimento, são cobertas por uma pilosidade branca. As flores tem pétalas parcialmente fundidas, que formam um tubo com cerca de 15 cm. Cada flor dá origem a dois frutos, de forma alongada e coloração verde-avermelhada.
Sua ocorrência no Brasil foi registrada predominantemente em áreas com vegetação de cerrado, especialmente em solos pedregosos, nos estados de Goiás, Minas Gerais, São Paulo e chegando até o Rio Grande do Sul, além do Distrito Federal, Bahia e Mato Grosso. A floração costuma acontecer logo após as queimadas, permitindo que as sementes, levadas pelo vento, se dispersem por um cenário ainda com pouca folhagem.